# Solomon Grundy
Solomon Grundy ist ein englischer Kinderreim (nursery rhyme), der 1842 von James Orchard Halliwell-Phillipps veröffentlicht wurde.
Er wird bis heute vor allem in amerikanischen Kindergärten und Vorschulen häufig von Kleinkindern auswendig gelernt und hat in den USA in der amerikanischen Volkstümlichkeit in etwa den Stellenwert, den das Kinderlied Hänschen klein in Deutschland hat.

## Originaltext
| Kurze Version: Englisch | Kurze Version: Deutsch |
| --- | --- |
| Solomon Grundy, Born on a Monday, Christened on Tuesday, Married on Wednesday, Took ill on Thursday, Worse on Friday, Died on Saturday, Buried on Sunday. That was the end Of Solomon Grundy. | Solomon Grundy, Geboren an einem Montag, Getauft am Dienstag, Verheiratet am Mittwoch, Krank geworden am Donnerstag, Schlimmer noch am Freitag, Gestorben am Samstag, Begraben am Sonntag, Das war das Ende, Von Solomon Grundy. |
| Lange Version: Englisch | Lange Version: Deutsch |
| Solomon Grundy, born on a Monday, Christened on a stark and stormy Tuesday, Married on a grey and grisly Wednesday, Took ill on a mild and mellow Thursday, Grew worse on a bright and breezy Friday, Died on a gay and glorious Saturday, Buried on a baking, blistering Sunday. That was the end of Solomon Grundy. | Solomon Grundy, geboren an einem Montag, Getauft an einem starken und stürmischen Dienstag, Verheiratet an einem grauen und grausigen Mittwoch, Erkrankt an einem milden und sanften Donnerstag, Wurde schlimmer an einem hellen und luftigen Freitag, Gestorben an einem fröhlichen und glorreichen Samstag, Begraben an einem brennenden, glühenden Sonntag. Das war das Ende von Solomon Grundy. |

## Inhalt
Das Gedicht beschreibt das Leben eines Mannes namens Solomon Grundy, das in einer einzelnen achtzeiligen (bzw. in einer vereinfachten Alternativversion in einer zehnzeiligen) Strophe nacherzählt wird.
Der Mensch Solomon Grundy an sich bleibt bei dieser Schilderung der einzelnen Stationen seines Lebensweges jedoch eigentümlich unpersönlich: über ihn als Person, über sein Denken und Fühlen, berichtet das Gedicht nichts. Stattdessen erfährt Grundy eine nur mehr passive Charakterisierung durch die Beschreibung der Witterungseinflüsse, die an den wichtigsten Tagen seines Lebens vorherrschten. Das Gedicht bedient sich dabei zweier sprachlicher Kunstgriffe, die den auswendiglernenden und vortragenden Kindern spielerisch einen Eindruck von den Möglichkeiten des Mediums Sprache vermitteln.
Zum einen wendet das Gedicht das Phänomen der Ungleichzeitigkeit des Gleichzeitigen an, indem es den Eindruck vermittelt, dass Grundys gesamtes Leben mit allen Stationen von der Geburt, über die Hochzeit bis zum Tode in nur einer Woche abgelaufen sei: Dies geschieht, indem jahrelang auseinander liegende Ereignisse nahtlos aufgezählt werden, wobei zwar die korrekte Reihenfolge der Ereignisabfolge beibehalten wird, jedoch stets der zeitliche Abstand dieser Ereignisse verschwiegen wird. So wird Grundys Leben einerseits auf drastische Weise komprimiert, gleichzeitig erfährt der eigentlich sehr kurze Abschnitt einer Woche eine ungeheure Dehnung, sodass gegenläufige Bewegungshandlungen aufeinander prallen und so einen Eindruck des Bizarren hinterlassen.
Der zweite Kunstgriff, der angewandt wird, ist der der paradoxen Gegenläufigkeit: Grundys Leben beginnt glücklich und entwickelt sich allmählich zum Traurigen hin, gleichzeitig steht die Entwicklung der Witterung, vor deren Hintergrund sich Grundys Verfall abspielt, in krassem Kontrast zu seinem eigenen Niedergang: Während Grundys anfängliche Lebenssituation gut ist und immer schlechter wird, herrscht zu seiner Geburt schlechtes Wetter, das allmählich immer besser wird: je schlechter es Grundy geht, umso erfreulicher sind die klimatischen Verhältnisse in der Umwelt, vor deren Hintergrund sich sein Unglück abspielt. Während seine persönliche Innenwelt sich in ihrem Zustand immer weiter verschlechtert, verbessert sich der Zustand der Außenwelt.

## Etymologie
Manche vermuten, dass der Name Solomon Grundy sich von dem Namen der englischen Speise Salmagundi (eine Art Salat bestehend aus gekochtem Fleisch, Kohl, Anchovis, verschiedenen Gewürzen und Eiern) herleitet, die ihrerseits aus der französischen Küche in die englische übernommen wurde. Der Name der Speise könnte im 18. Jahrhundert in den Vereinigten Staaten phonetisch zu Solomon Grundy verballhornt worden sein.

## Einfluss auf die amerikanische Popkultur
Solomon Grundy wird aufgrund des extrem hohen Bekanntheitsgrades des Gedichtes in den Vereinigten Staaten häufig als ein „Referenzgegenstand“ in der amerikanischen Popkultur verwendet.

### Solomon Grundy als Comicfigur
In zahlreichen Horror- und Abenteuergeschichten des US-amerikanischen Verlages DC-Comics tritt Solomon Grundy als ein riesenhafter, totenbleicher Zombie („Das Monster aus den Slaughter-Sümpfen“) auf und ist eine Hauptfigur in zahlreichen Comics. Da DC zum „Time Warner“-Konzern gehört und der Charakter somit letztlich Eigentum des Mutterkonzerns ist, tritt Grundy darüber hinaus auch in zahlreichen anderen Produkten auf, die andere Tochtergesellschaften von Time Warner herstellen, so zum Beispiel in Zeichentrickserien und Filmen. DCs Grundy ist mittlerweile einer der relativ bekanntesten Charakteren aus Horror-Comics. Dies schlägt sich unter anderem darin nieder, dass er zum Protagonisten des Liedes „Superman's Song“ der Rockband-Band Crash Test Dummies wurde.
Der Charakter Grundy tritt seit 1944, seit seinem ersten Auftritt in dem Comicheft All-American Comics #61 von 1944 (Autor: Alfred Bester, Zeichner: Paul Reinman) in Comicheften aus dem Hause DC auf. DC benutzt den Zombie Grundy, einen tumben Koloss mit kreideweißer Haut und kreideweißem Haar, vor allem als ein Hauptcharakter der im Horror-Genre angesiedelten Comicserie Swamp Thing. Daneben ist Grundy ein gelegentlicher Gegenspieler der Titelhelden von Superhelden-Comics wie Batman, Superman oder Green Lantern, sowie der Helden von „Gruppen“-Serien wie der Justice League oder der Justice Society.
Alternativversionen zu Solomon Grundy wurden in diversen Storys, die außerhalb der regulären DC-Kontinuität angesiedelt sind, vorgestellt. So wurde er einmal als der aristokratische Sir Solomon Grundy dargestellt, ein blasierter Riese, der bei einer Explosion aus den weißen Kreidefelsen von Dover entstand und ein stereotyper englischer Adeliger des 19. Jahrhunderts mit dem entsprechenden Benehmen und der passenden Kleidung ist. Optisch gleicht dieser dem alten Grundy, nur, dass er um Ziegenbart und Schnauzer ergänzt ist. In Grant Morrisons „Seven Soldiers“-Miniserie treten einige auf Grundy basierende Wesen auf: Tote, die wiederbelebt werden, um sie als Zombiezwangsarbeiter auszubeuten.
Zeichentrickserien und TV-Filme, in denen der „Grundy“-Charakter auftrat, waren unter anderem die Cartoon-Reihe Super Friends aus den 1970er Jahren (US-Synchronstimme: Jimmy Weldon), der TV-Film Legends of the Superheores (dargestellt von Mickey Morton) und die Zeichentrickserien Justice League, und Justice League Unlimited (US-Synchronstimme: Mark Hamill) und The Batman (US-Synchronstimme: Kevin Grevioux). Dort fungiert er unter anderem als Handlanger von Supermans Erzfeind Lex Luthor, als geläutertes Mitglied eines Heldenteams, dem außer ihm noch Hawkgirl und Aquaman angehören, sowie (in der Batman-Serie) als eine Tarnung des Schurken Clayface.
In der Live-Action-Serie Arrow erscheint eine modifizierte Version Solomon Grundys.
In der vierten Staffel der Fernsehserie Gotham kehrt der zuvor durch einen Kopfschuss ins Koma gefallene Butch Gilzean nach sechs Monaten als Solomon Grundy aus den Slaughter Swamps zurück.

### Film
Im US-amerikanischen Thriller The Accountant rezitiert der autistische Buchhalter Christian Wolff (Ben Affleck) den „Solomon Grundy“-Reim, um sich in stressigen Situationen selbst zu beruhigen.